# Distrito Escolar de Weehawken
El Distrito Escolar de Weehawken (Weehawken School District) es un distrito escolar de Nueva Jersey. Tiene su sede en Weehawken. El consejo escolar tiene un presidente, un vicepresidente, un secretario, un abogado, y siete miembros.

## Escuelas
- Daniel Webster School (PreK-2)
- Theodore Roosevelt School (3-6)
- Weehawken High School (7-12)